# David Wilkins
Pour les articles homonymes, voir Wilkins.
David Wilkins (12 octobre 1946-) est un homme politique sud-carolinien et un diplomate américain. Il a été ambassadeur américain au Canada de 2005 à 2009 et l'ancien président de la  chambre des représentants de la Caroline du Sud.

## Biographie
Fils de William Walter et Evelyn Wilkins, il fut d'abord élu à la législature d'état en 1981. Républicain, il est réputé pour être un proche de George W. Bush. Il était premier-lieutenant dans l'armée américaine pendant les années 1970.
Le 4 avril 2005, la SRC annonce qu'il sera choisi pour devenir le nouvel ambassadeur américain au Canada. Nommé le 27 avril, il devient ambassadeur le 29 juin en rencontrant la gouverneure-générale Adrienne Clarkson. Il est révélé qu'il s'agit seulement de la deuxième fois qu'il se rend au Canada, la première étant lorsqu'il était réserviste.
En septembre 2005, il est mêlé à une légère controverse lorsqu'il  commente la reddition extraordinaire du détenu canado-syrien Maher Arar. Il doit expliquer le refus américain de participer à la commission Arar. 
Depuis la création du cabinet de Stephen Harper, les relations américaines avec le Canada se sont considérablement améliorées. Des allégations de collusion ont dû être réfutées par les deux parties. Un litige important demeure néanmoins le passage du Nord-Ouest, dont la souveraineté canadienne est contestée par les États-Unis.  